# هاشیرا
هاشیرا نام بناهایی در ژاپن است که از قدیم برای نگه‌داری اشیاء ساخته می‌شدند.
این معابد یا زیارتگاه‌ها معمولاً از سه بخش عمده ساخته شده‌اند:
1. محراب
2. سالن عبادت
3. دالانی مرتبط با دو فضای یادشده

معماری ژاپنی پیوند ژرف و منطقی با طبیعت برقرار کرده‌است، به گونه‌ای که تمام مواد و مصالح ساختمان‌های سنتی ریشهٔ گیاهی دارند. الوار درختان مخروطی چون سِدر، کاج، سرو و صنوبر برای ساخت سازهٔ بنا و از چوب درختان ریزبرگ مانند بلوط و شاه بلوط برای آرایهٔ خانه‌های سنتی استفاده می‌شده‌است.
کاغذ ساخته‌شده از چوب درخت توت برای پوشش درهای کشویی (شوجی) مورد استفاده قرار می‌گرفت.
چوب درخت خیزران (بامبو) در ترکیبی از خاک رس و ماسه و کاه برای ساخت دیوار کاربرد داشت.
کف‌پوش ژاپنی به نام تاتامی به ابعاد ۹۰×۱۸۰ سانتی‌متر از پوشال برنج کوبیده‌شده با نی بافته می‌شد و مدولی برای ابعاد اتاق‌ها در معماری ژاپنی بود.
از سنگ در شالودهٔ ستون‌های چوبی و از گِل رس برای روکش دیوار و از کاشی برای پوشش بام استفاده می‌شد.
معماری ژاپن، مانند هنر نقاشی و پیکرتراشی، با تأثیرگرفتن از هنر چین، به‌ویژه سبک دورهٔ تانگ، پدید آمده‌است.
با ورود آیین بودا، که دوران تغییر و تحول اندیشه و برخورد ژاپن با فرهنگ چین و کُره است، بسیاری از سنت‌های کهن ژاپن از هم گسست و هنرهای این کشور با هنر چینی درآمیخت.
معبد هوریوجی در نزدیکی نارا (ژاپن) نمونهٔ بارز معماری معبد بودایی است.
معبد ایسه شاخص‌ترین معبد باستانی شینتو در ژاپن است. این معبد در زمینی به مساحت ۵۰×۱۱۵ مترمربع بنا شده‌است و بنای اصلی معبد به نام «شودن»، روی تختگاهی با ستون‌های چوبی بنا شده و بام کاه‌گلی دارد. ستون‌های سهندوار زرین‌فام و بدنه‌ها از چوب درخت سرو است. برج پنج‌طبقه‌ای به نام «پاگودا» دربرگیرندهٔ فضای ویژهٔ استقرار تندیس خدایان به نام «کِندو» بوده‌است.